# Пої-Калян
Пої-Калян (узб. Poi Kalon ansambli) — архітектурний ансамбль, розташований біля підніжжя мінарету Калян. Комплекс складається з трьох споруд, побудованих у XII — XVI століттях: мінарет Калян, мечеть Калян і медресе Мірі Араб. Пої-Калян знаходиться на парадній площі Регістан і є центральним архітектурним ансамблем Бухари.

## Історія
Соборна мечеть з мінаретом були в Бухарі з моменту завоювання Трансоксанії арабами у VIII столітті, розташована мечеть біля підніжжя міської цитаделі. У XII столітті Арслан хан планує грандіозну перебудову міста: він розбирає міський палац, який перебував на вулиці Бу-Ляйса, відтворює цитадель, яка перетворилася на той час на руїни, і переносить міську мечеть. Нова мечеть будується приблизно у ста п'ятдесяти метрах на південний схід від цитаделі, і при ній зводять мінарет. Мінарет був, за свідченням Наршахі «красиво зроблений», але зроблений він був недосконало: відразу після закінчення будівництва мінарет падає на мечеть і дві третини її руйнує. У 1121 році закінчують нову мечеть, а в 1127 році — мінарет, який зберігся дотепер.
На місці мечеті Арслан хана у XV столітті зводиться нинішня мечеть Калян, оздоблення якої завершується у 1514 році. Про це свідчить напис на фасаді будівлі. Сучасного вигляду ансамбль набуває у 1536-му році, коли Убайдулла-хан будує медресе за порадою свого наступника Мірі Араба Єменского. Після смерті Мірі Араба його усипальницю споруджують у дворі медресе, названого на його честь, тут таки покоїться і сам Убайдулла.

## Архітектурні особливості

### Планування і розташування
Площа розташована поруч із бухарським Регістаном, виходячи північним торцем на одну із центральних вулиць міста. Мечеть і медресе знаходяться на одній лінії фасадами один до одного, утворюючи кіш.

### Мінарет Калян
Мінарет Калян (узб. Minorai Kalon, тадж. Калон — великий) або Великий бухарський мінарет — найдавніша будівля на площі, він побудований у 1127 році Арслан ханом і за майже 900 років жодного разу не ремонтувався. Мінарет — одна з найвищих будівель Бухари, його висота 46,5 метрів при нижньому діаметрі 9 метрів, сама споруда конічної форми з ліхтарем нагорі. Мінарет пишно прикрашений — циліндричне тіло викладено смугами пласкої і рельєфної кладки, виявляючи округлість споруди при будь-якому освітленні. Купол ліхтаря не зберігся.

### Мечеть Калян
Мечеть Калян (узб. Masjidi kalon, тадж. Маҷиди калон — «Велика мечеть») — бухарська соборна мечеть, побудована на місці зруйнованої караханідської мечеті, будівництво завершено у 1514 році, друга за розміром мечеть у Середній Азії після мечеті Бібі-Ханим у Самарканді. Виконана у традиціях тимуридської архітектури і прикрашена полив'яною мозаїкою.

### Медресе Мірі Араб

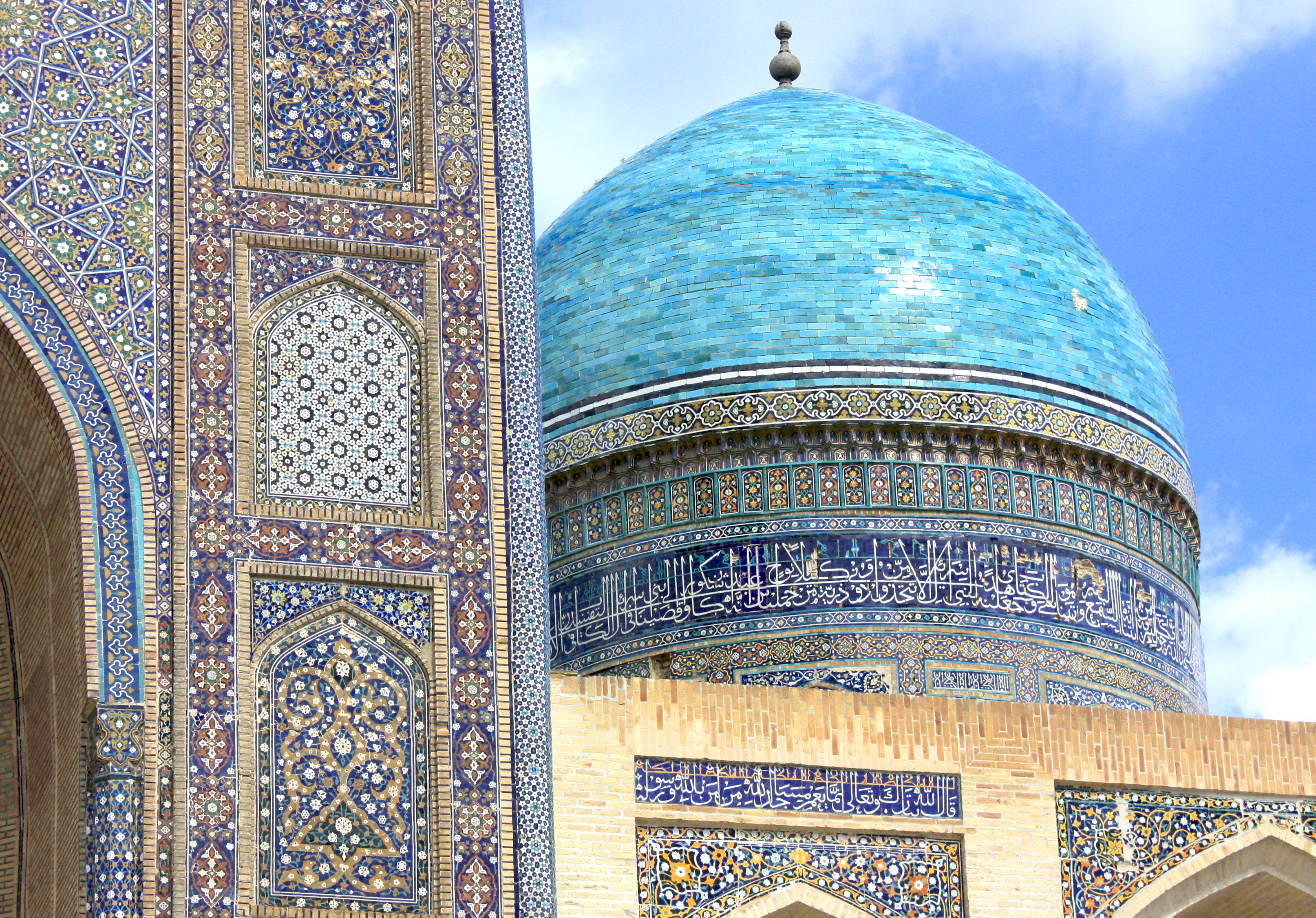
Погляд на складну кахляну роботу на медресе Мір-і-Араб у Бухарі.

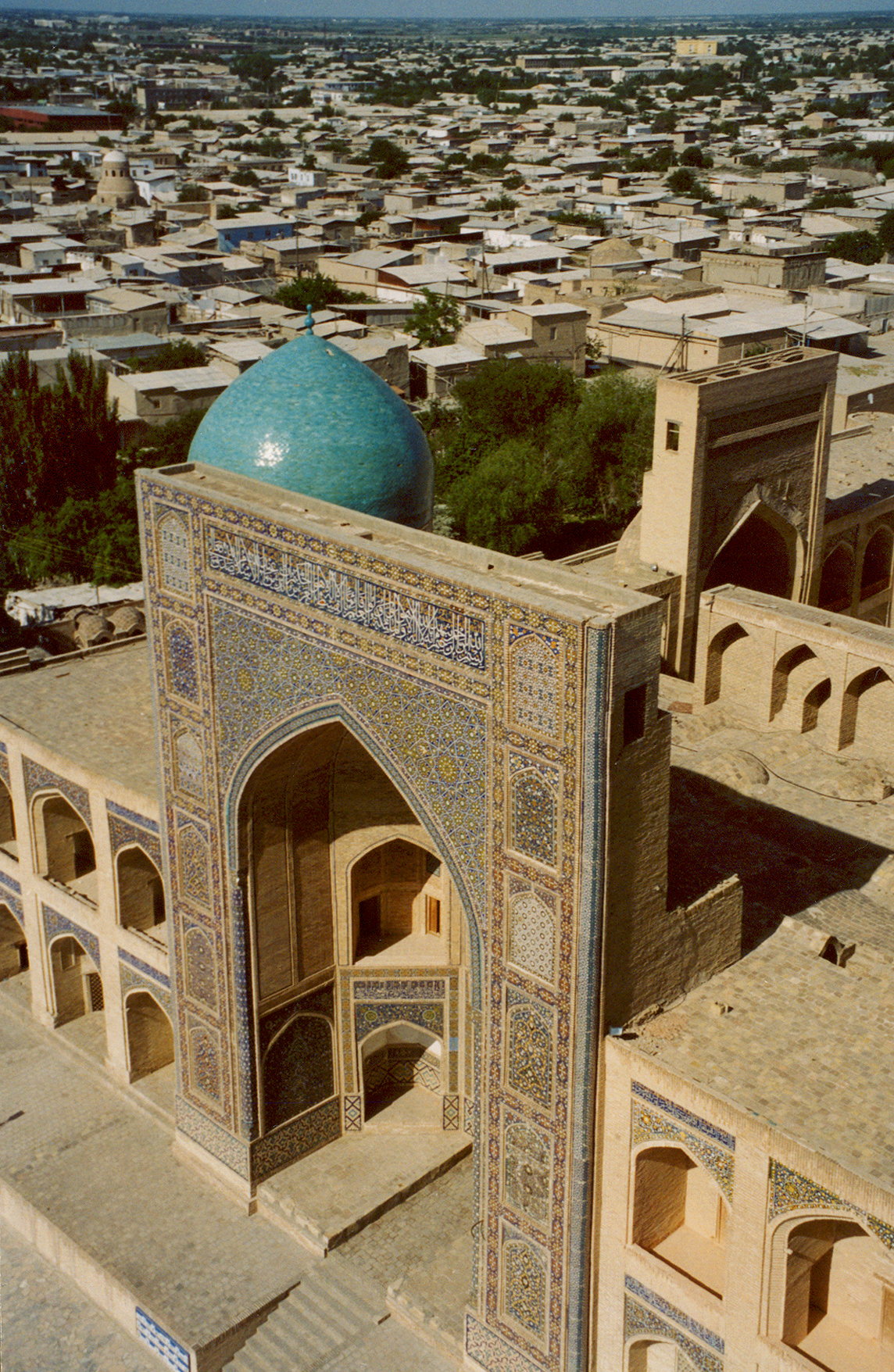
Айван медресе Мірі Араб.

Медресе Мірі Араб (узб. Madrasa Mir-i Arab, тадж. Мири араб — «Емір Арабський») — медресе, збудоване Убайдулла-ханом для шейха Абдулли Єменського у 1535—1536 роках. Будівля досить велика — включає в себе 111 худжр і дві хрестоподібні зали: перша зала використовувалася як мечеть і лекційна зала, друга була усипальницею Убайдулли-хана, Абдулли Єменського та інших.

## Додатково
- Щоб знайти кошти на будівництво медресе Мірі Араб, Убайдулла-хан продав у рабство три тисячі полонених персів, і віддав отримані гроші Абдуллі Єменському[4].